# Sagnitaouigama
Sagnitaouigama, jedna od ranih bandi Algonquin Indijanaca koji 1640. žive jugoistočno od rijeke Ottawa u Kanadi. Neki autori smatraju da su identični sa Sinago (Swanton) ili Sagaigunininima (Peter Hessel u The AIgonkin Tribe). Kod Sultzmana su označeni kao Saginitaouigama ili Sagachiganiriniwek